# Saab 340 AEW&C
Saab 340 AEW&C (švedska oznaka:  S 100B Argus) je švedsko turbopropelersko letalo za zgodnje opozarjanje. Razvit je na podlagi Saaba 340.
Letala Švedskih letalskih sil so opremljena z AESA radarjem Erieye.

## Specifikacije (Saab 340 AEW&C)
- Posadka: 6
- Dolžina: 20,57 m (67 ft 5 27/32 in)
- Razpon kril: 21,44 m (70 ft 4 3/32 in)
- Višina: 6,97 m (22 ft 10 13/32 in)
- Prazna teža: 10300[10] kg (22707 lb)
- Gros teža: 13155 kg (29001 lb)

- Čas leta: 5+ ur
- Višina leta (servisna): 7620 m (25000 ft)

- Drugi podatki

Hitrost leta160 vozlov
Tipična višina2000-6000m
Dolžina radarske antene9m
Težaradarske antene900 kg
Frekvenca radarja2 GHz do 4 GHz
Pokritost radarske antene300°
Največji doseg450 km